# Bartholomäus Jacobi
Bartholomäus Jacobi (* 2. April 1559 in Sorau; † 4. März 1631 in Görlitz) war Prätor und mehrmaliger Bürgermeister der Stadt Görlitz.

## Leben

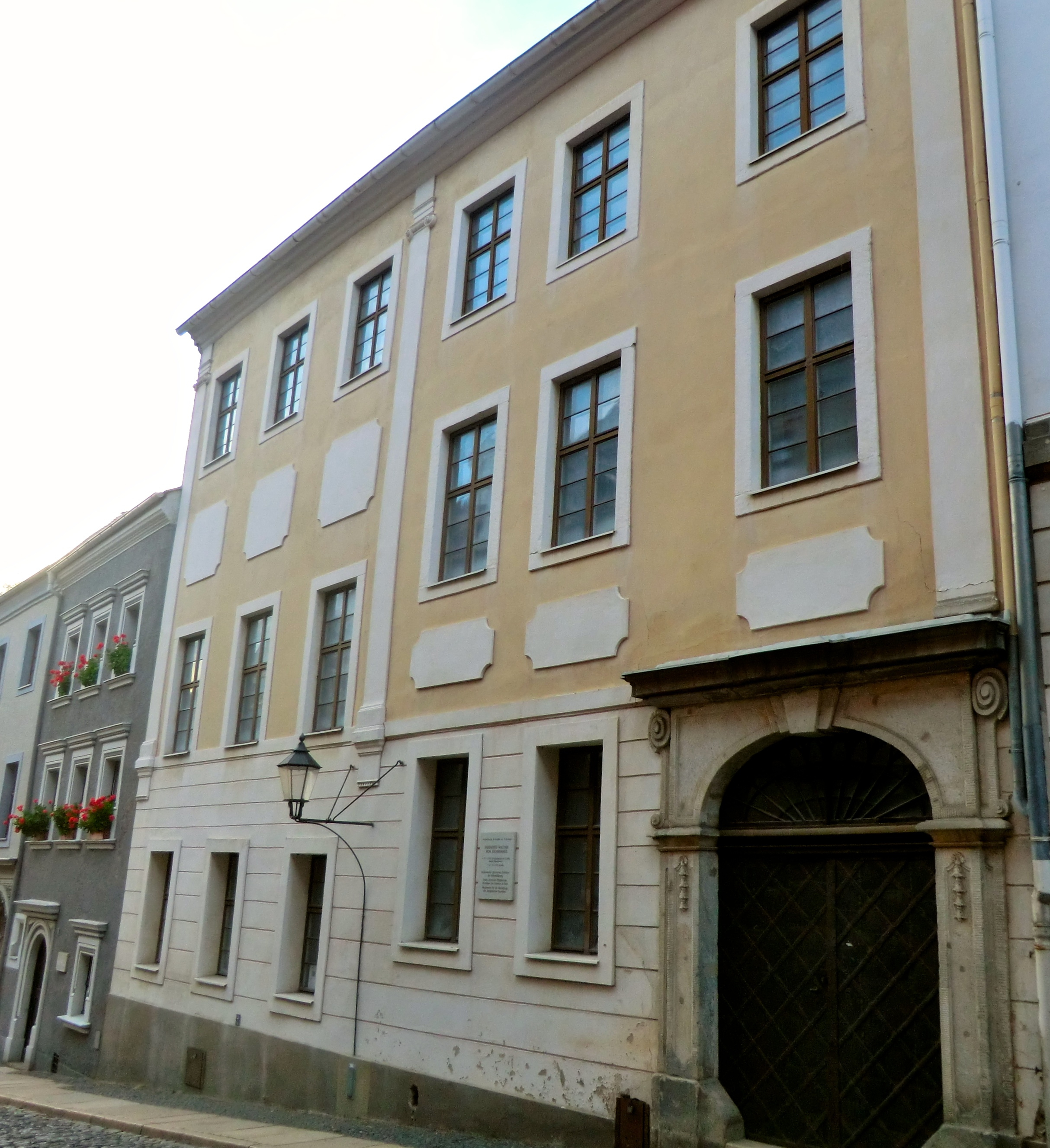
Nikolaistraße 12

Bartholomäus war der Sohn eines Jacobus Jacobi aus Sorau und dessen Ehefrau Catharina Treutmann. Bartholomäus Jacobi studierte in Frankfurt Oder, bevor er am 25. April 1589, also im Alter von 30 Jahren, das Görlitzer Bürgerrecht empfing. Zuvor, am 13. Juni 1588 hatte er Franz Beyers Witwe Anna († 1616; geb. Cunrad) geheiratet. Aus dieser Ehe entstammte Gottfried Jacobi (4. Februar 1619: ⚭ Katharina Emmerich). Durch diese Heirat erwarb er das Haus Nikolaigasse 12. Auch schon im Jahr 1588 trat er dem Convivium Musicum bei und blieb bis ins Jahr 1595 in diesem Verein.
Im nächsten Jahr (1596) wurde er Ratsherr, nach fünf weiteren Schöppe. Zwischen den Jahren 1606 und 1609 war er Prätor, wobei in seiner Kurzbiografie in Klammern der Hinweis „Richter“ mitgegeben wurde.
Zwischen den Jahren 1610 und 1630 war er in regelmäßigen Abständen von jeweils vier Jahren insgesamt sechs Mal Bürgermeister. Der Brauch in Görlitz, das Bürgermeisteramt in regelmäßigen Abständen rotieren zu lassen, entstand Mitte des 16. Jahrhunderts und existierte bis Ende des 18. Jahrhunderts. Caspar Dornau schrieb ihm zu seiner ersten Wahl zum Bürgermeister (1610) ein lateinisches Gratulationsgedicht.
Am 17. Februar 1620 heiratete er in zweiter Ehe Melchior Steinbergs Tochter Concordia.
Von Anfang an als Ratsherr bekleidete Jacobi zahlreiche Verwaltungsämter (teilweise gleichzeitig), so das Hospital St. Jakob, Heiliggeistspital, Kalk- und Ziegelofen, Schule, Kammer, Bauamt und andere.

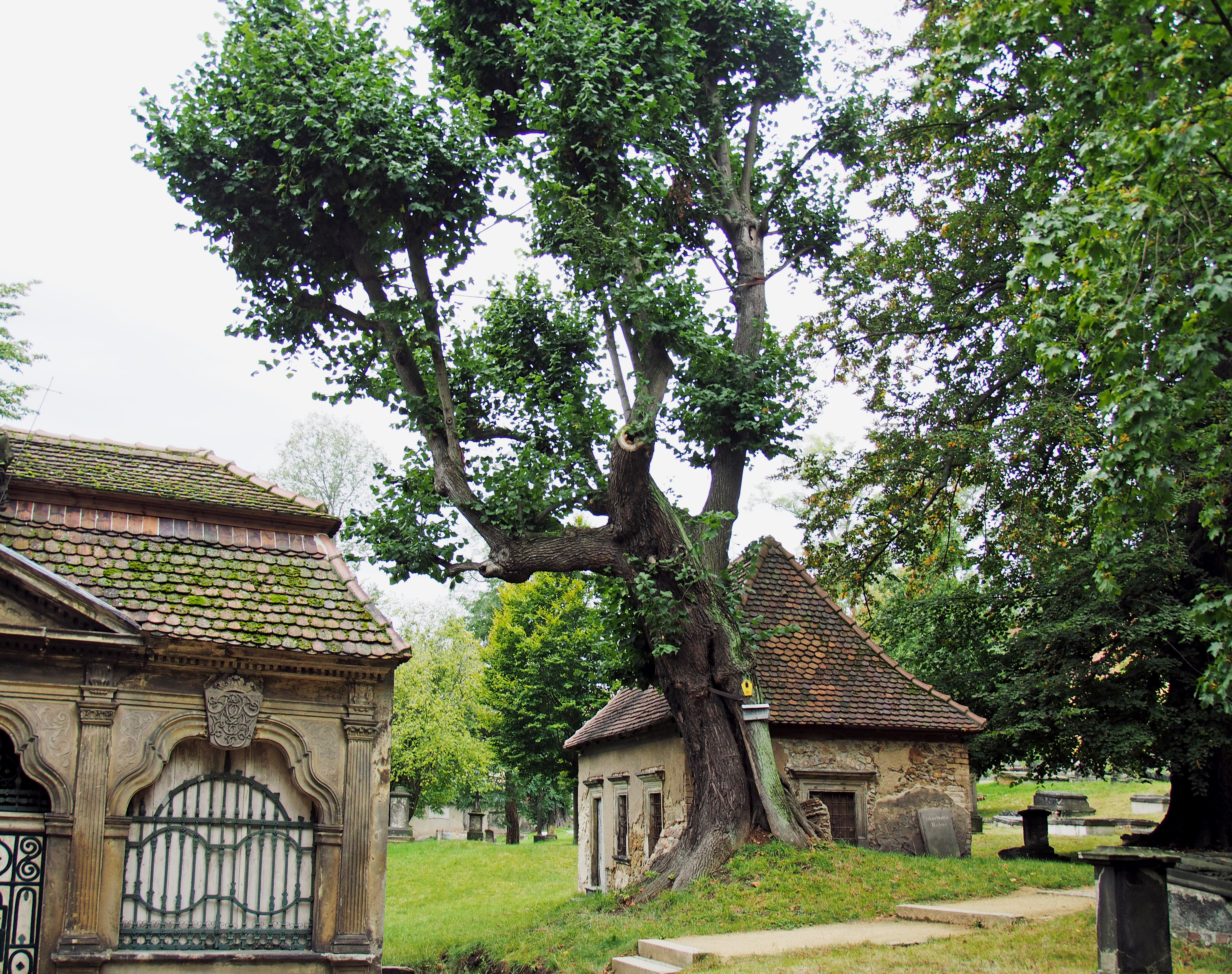
Jacobigruft (links)

Er starb 71-jährig im Jahr 1631 und wurde in der Jacobigruft am Nikolaikirchhof beigesetzt.